# Novelty (Stati Uniti d'America)
Novelty è un villaggio degli Stati Uniti d'America, situato nello Stato del Missouri, nella contea di Knox.